# Talpă
Talpa este partea inferioară a labei piciorului, la om și la unele animale, de la degete până la călcâi, care vine în atingere cu Pământul și pe care se sprijină corpul.